# Rebecca Front
Rebecca Louise Front (nacida el 16 de mayo de 1964) es una actriz, escritora y comediante inglesa. Ganó el premio BAFTA TV 2010 a la mejor interpretación femenina de comedia por The Thick of It (2009-2012). También es conocida por su trabajo en otras numerosas comedias británicas, incluyendo el programa de radio On The Hour (1992), The Day Today (1994), Knowing Me, Knowing You... con Alan Partridge (1994), Time Gentlemen Please (2000-2002), el programa de sketches Big Train (2002), y Nighty Night (2004-2005). 
Front también ha trabajado en varios papeles dramáticos, entre ellos el de la Superintendente Jefe Jean Innocent en Lewis (2006-2014), el de la Sra. Bennet en Death Comes to Pemberley (2013), el de la Sra. Landau en The Eichmann Show (2015) y el de Vera en Humans (2015). 
En diciembre de 2017, apareció en el programa de talentos de ITV All Star Musicals, interpretando Tell Me on a Sunday. 

## Filmografía seleccionada
- Nighty Night (2004–2005) como Cathy Cole[2]
- Lewis (2006–2014) como Superintendente Jefe Jean Innocent
- Planet 51 (2009) varias voces
- The Thick of It (2009–2012) como Nicola Murray
- La casa de la abuela (2010-2012) como Tanya
- Horrid Henry: The Movie (2011) como Miss Oddbod
- Psychobitches (2012-presente) como The Therapist
- Up the Women (2013–2015) como Helen
- Midsomer Murders (2014) como reverenda Martha Hillcott (Episodio: "Let Us Prey")
- Superados en número (2014) como la Sra. Raynott (Episodio: "Habilidades de comunicación")
- Humanos (2015) como Vera (serie 1)
- Doctor Who (2015) como Walsh (Episodio: "La invasión Zygon")
- The Eichmann Show (2015) como Sra. Landó
- Poldark (2018-2019) como Lady Whitworth
- Billionaire Boy (2016) como Mrs Sharpe
- Guerra y paz (2016) como Anna Mikhaylovna Drubetskaya
- Doctor Thorne (2016) como Lady Arabella Gresham
- Down a Dark Hall (2018) como Sra. Olonsky
- Dark Money (2019) como Cheryl Denon
- Los aeronautas (2019) como tía Frances
- Avenue 5 (2020) como Karen Kelly
- The Other One (serie de televisión) (2020) como Tess